# إميليو أوروزكو
إميليو أوروزكو (بالإنجليزية: Emilio Orozco)‏ (29 أبريل 1992 بأوكسنارد في الولايات المتحدة - ) هو لاعب كرة قدم أمريكي في مركز الدفاع. شارك مع منتخب الولايات المتحدة تحت 17 سنة لكرة القدم ومنتخب الولايات المتحدة تحت 20 سنة لكرة القدم. أما مع النوادي، فقد لعب مع تايجرز أونال ونادي شيفاز يو إس أي وريال موناركس وFort Lauderdale Strikers (2006–2016) ‏.

## وصلات خارجية
- إميليو أوروزكو على موقع قاعدة بيانات كرة القدم.إي يو (الإنجليزية)